# Gwynn Bay
Die Gwynn Bay (norwegisch Breidvika für Breite Bucht) ist eine Bucht an der Küste des ostantarktischen Enderbylands. Sie liegt unmittelbar westlich der Mündung des Hoseason-Gletschers in die Kooperationssee.
Norwegische Kartographen, die sie auch deskriptiv benannten, kartierten sie anhand von Luftaufnahmen der Lars-Christensen-Expedition 1936/37. Das Antarctic Names Committee of Australia benannte sie um nach dem irischen Biologen Arthur Montague Gwynn (1908–2008), Leiter der australischen Forschungsstation auf der Macquarieinsel im Jahr 1949.